# 1 Уол Стрийт
Уолстрийт № 1 (на английски: One Wall Street) е 50-етажен, 199 метров небостъргач, намиращ се в град Ню Йорк, САЩ. Оригиналното му име е било „Ървинг Тръст Къмпани Билдинг“ (на английски: Irving Trust Company Building).
Проектиран е от архитектурното ателие „Вурхес, Гмелин и Уокър“. Строежът е завършен през 1931 г. Структурата е от стомана, а фасадата е покрита от варовикови плочи.